# Louise Codecasa
Louise Codecasa (* 18. Januar 1856 in Budapest; † 1933 in Meiningen) war eine österreichische Malerin.

## Leben
Louise Codecasa war die Tochter eines Sohnes der italienischen Opernsängerin Teresa Saporiti (1763–1869). Bereits als Jugendliche nahm sie 1869 und 1872 an Ausstellungen von Schülerarbeiten der Landschaftlichen Zeichnungsakademie in Graz teil. Mit Hilfe von drei Staatsstipendien (1875–1877) setzte sie ihre Studien dort unter
Heinrich Schwach fort.
Codecasa malte vor allem Porträts und Genrebilder in Öl. 1878 präsentierte sie ein Porträt auf der Jahresausstellung im Wiener Künstlerhaus. Nachdem sie 1879 noch als Malerin im Grazer Geschäfts- und Adressenkalender geführt worden war, lebte sie bald darauf in Wien. Bis 1891 beschickte sie die dortigen Ausstellungen des Österreichischen Kunstvereins. 1891 stellte sie auch mit dem Wiener Künstlerclub aus.
Spätestens 1907 ließ Codecasa sich in Meiningen nieder. Dort war sie weiterhin künstlerisch tätig, so schuf sie 1913 ein Porträt von Elsa Reger. Sie entdeckte und förderte die Malerin Trude Graef. 1933 starb sie in Meiningen.

## Werke (Auswahl)

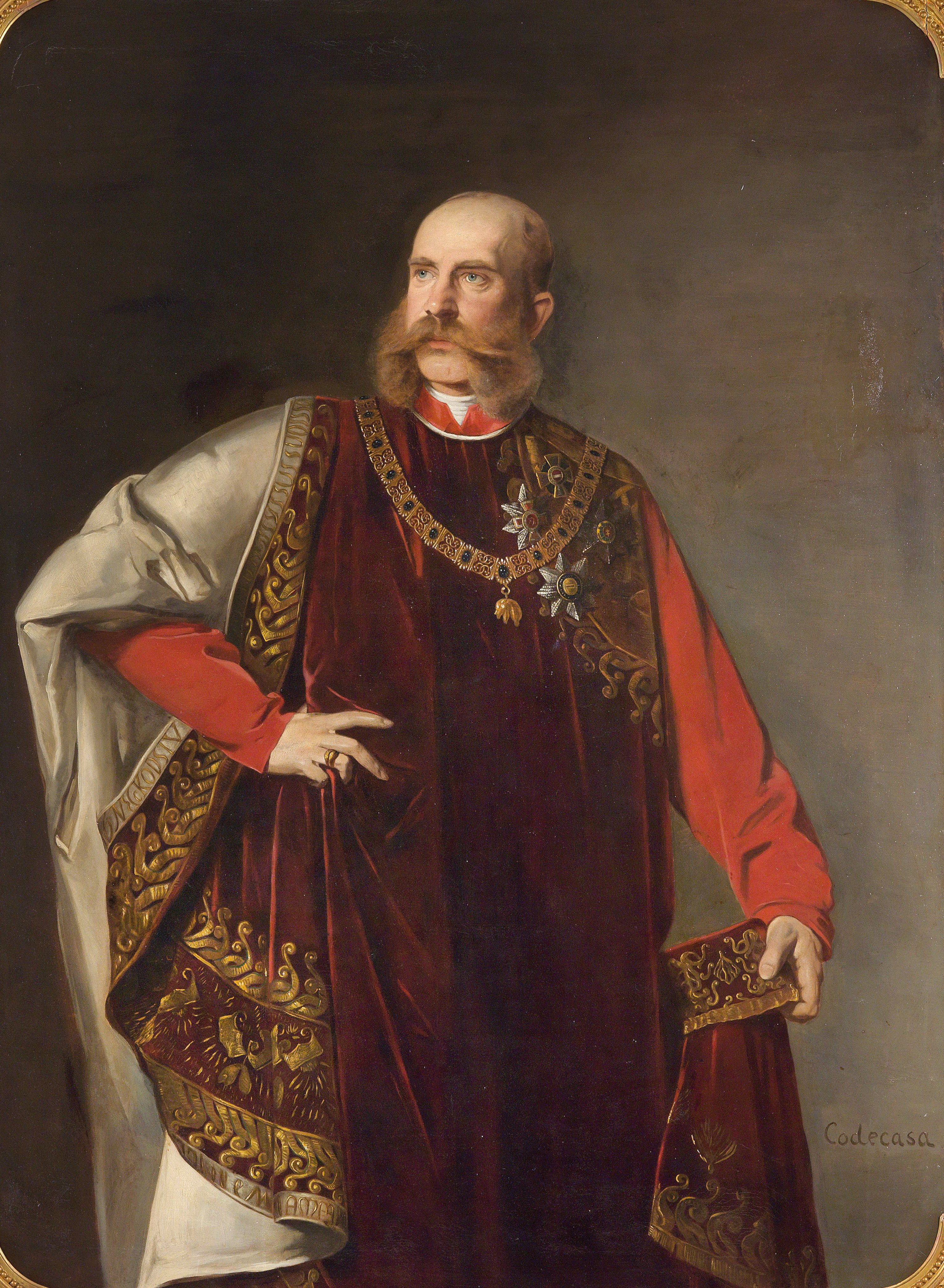
Porträt von Kaiser Franz Joseph I.

- Porträt eines jungen, reich gekleideten Mulatten, 1878 Ausstellung des Wiener Künstlerhauses
- Italiener, 1881 Auszeichnung des Österreichischen Kunstvereins[10]
- Junge Zigeunerin und Zigeunerin, Ölbilder, 1882 Ausstellung des Österreichischen Kunstvereins
- Der gute Hirte, 1882 Auszeichnung des Österreichischen Kunstvereins[11]
- Jägerstudie nach dem historischen Jagdzuge 1879, 1884 Jagdausstellung des Österreichischen Kunstvereins[12]
- Kindergruppe, 1885 Ausstellung des Österreichischen Kunstvereins[13]
- Porträt von Kaiser Franz Joseph I., signiert „Codecasa“, um 1885[14]
- Heimkehr, 1887 Ausstellung des Österreichischen Kunstvereins
- Infantin Donna Maria von Spanien, 1887 Ausstellung des Österreichischen Kunstvereins[15]
- Kleine Venezianerin, Trinkender Mönch und Venezianisches Mädchen, Ölbilder, 1888 Ausstellung des Österreichischen Kunstvereins[16]
- Junge aus Capri, 1891 Ausstellung des Wiener Künstler-Klubs
- Porträt von Elsa Reger, 1913